# Jana van Schalkwyk
Jana van Schalkwyk (* 7. März 2001 in Melkbosstrand) ist eine südafrikanische Leichtathletin, die sich auf den Speerwurf spezialisiert hat.

## Sportliche Laufbahn
Erste internationale Erfahrungen sammelte Jana van Schalkwyk im Jahr 2017, als sie bei den U18-Weltmeisterschaften in Nairobi mit einer Weite von 47,64 m den zwölften Platz belegte. 2022 startete sie bei den Afrikameisterschaften in Port Louis und gewann dort mit 54,49 m die Bronzemedaille hinter ihren Landsfrauen Jo-Ane van Dyk und Mckyla van der Westhuizen. Im Jahr darauf gewann sie bei den World University Games in Chengdu mit 57,45 m die Bronzemedaille hinter der Türkin Eda Tuğsuz und Su Lingdan aus der Volksrepublik China. 2024 gewann sie bei den Afrikaspielen in Accra mit 57,64 m die Silbermedaille hinter ihrer Landsfrau Jo-Ane van Dyk. Im Juni sicherte sie sich bei den Afrikameisterschaften in Douala mit 55,14 m die Silbermedaille hinter ihrer Landsfrau van Dyk. Zudem ging sie für ihr Masterstudium an die University of California, Los Angeles in den Vereinigten Staaten. Im Jahr darauf gewann sie bei den World University Games in Bochum mit 56,73 m erneut die Bronzemedaille, diesmal hinter der Türkin Esra Türkmen und Evelyn Bliss aus den Vereinigten Staaten.